# Keillers damm
Keillers damm är en sjö i Ale kommun och Göteborgs kommun i Västergötland och ingår i Göta älvs huvudavrinningsområde. Sjön har en area på 0,0565 kvadratkilometer och ligger 51,2 meter över havet. Keillers damm ligger på gränsen mellan Surte och Göteborg.

## Delavrinningsområde
Keillers damm ingår i det delavrinningsområde (641450-127385) som SMHI kallar för Ovan VDRID = Lärjeån i Göta älvs vattendragsyta. Medelhöjden är 47 meter över havet och ytan är 29,58 kvadratkilometer. Räknas de 3160 avrinningsområdena uppströms in blir den ackumulerade arean 48 128,61 kvadratkilometer. Avrinningsområdets utflöde Göta älv (Röa) mynnar i havet. Avrinningsområdet består mestadels av skog (32 procent) och öppen mark (17 procent). Avrinningsområdet har 1,14 kvadratkilometer vattenytor vilket ger det en sjöprocent på 3,9 procent. Bebyggelsen i området täcker en yta av 11,48 kvadratkilometer eller 39 procent av avrinningsområdet.

## Övrigt
Sjön har fått sitt namn efter Alexander Keiller. Keillers damm är även namnet på en bostadsrättsförening på Gårdstensberget i nordöstra Göteborg. 

## Bilder

Keillers damm
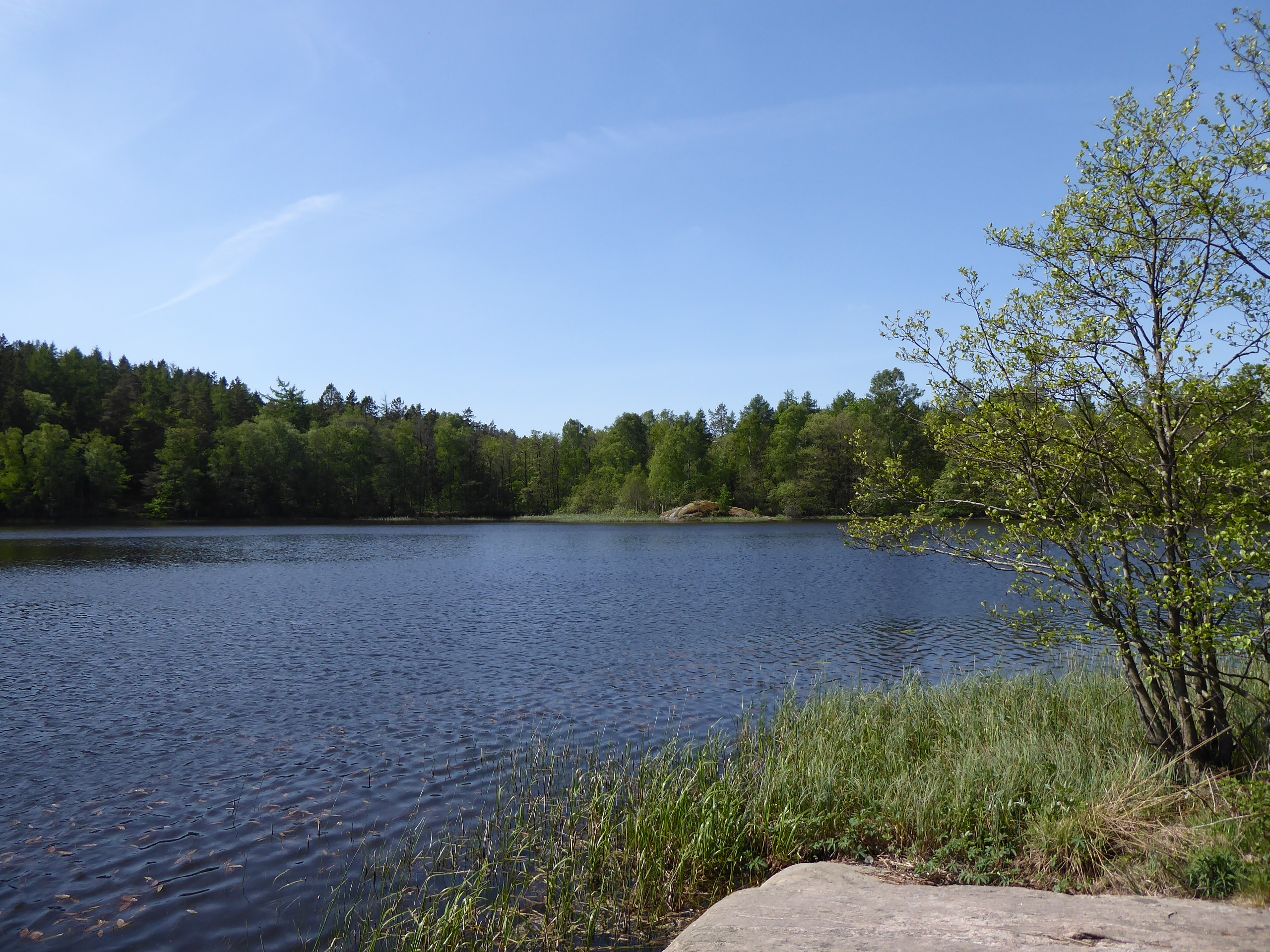
Keillers damm från norr riktning väster den 16 maj 2024.
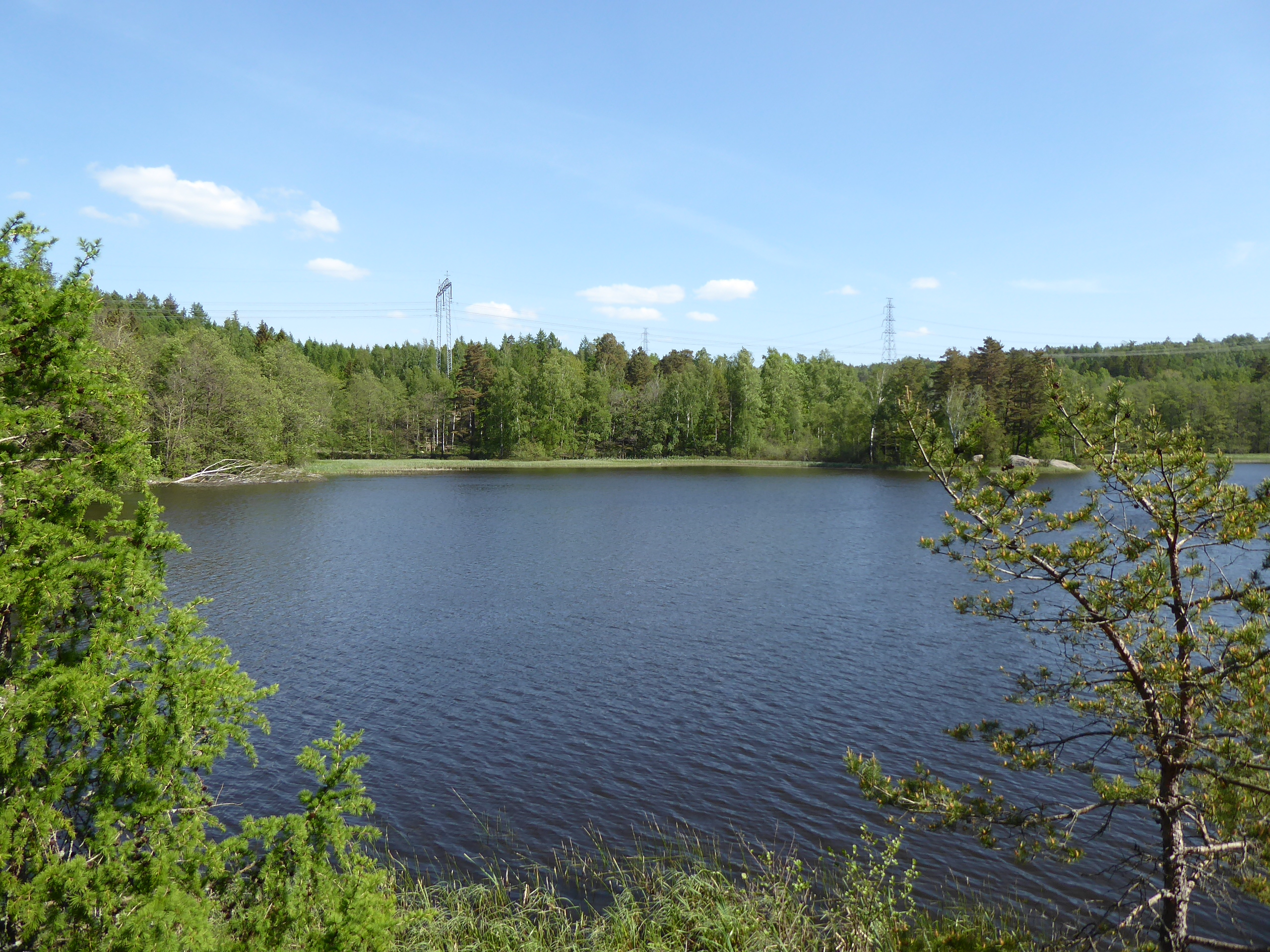
Keillers damm från sydväst riktning norr den 16 maj 2024.
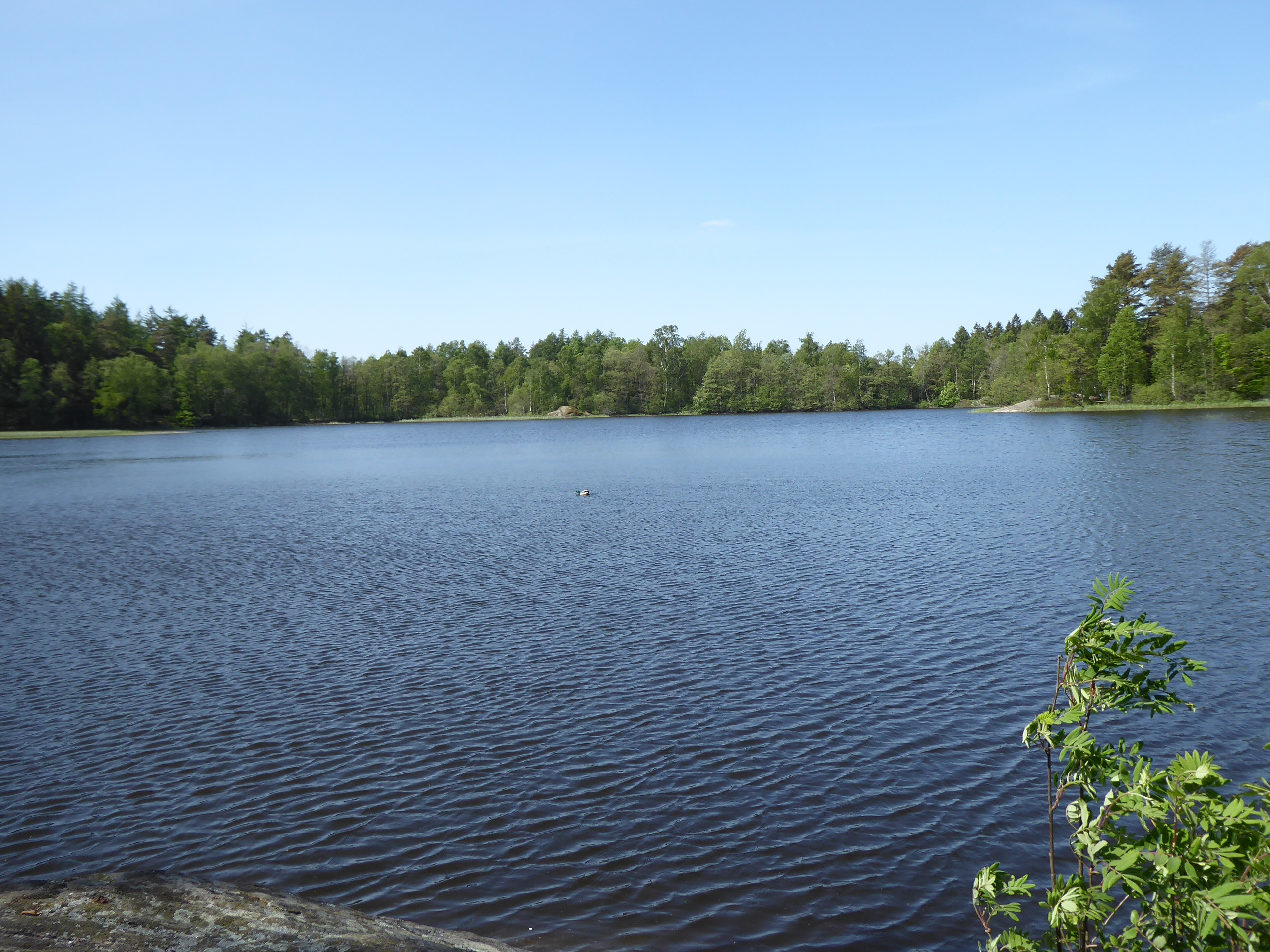
Keillers damm från sydöst riktning väster den 16 maj 2024.
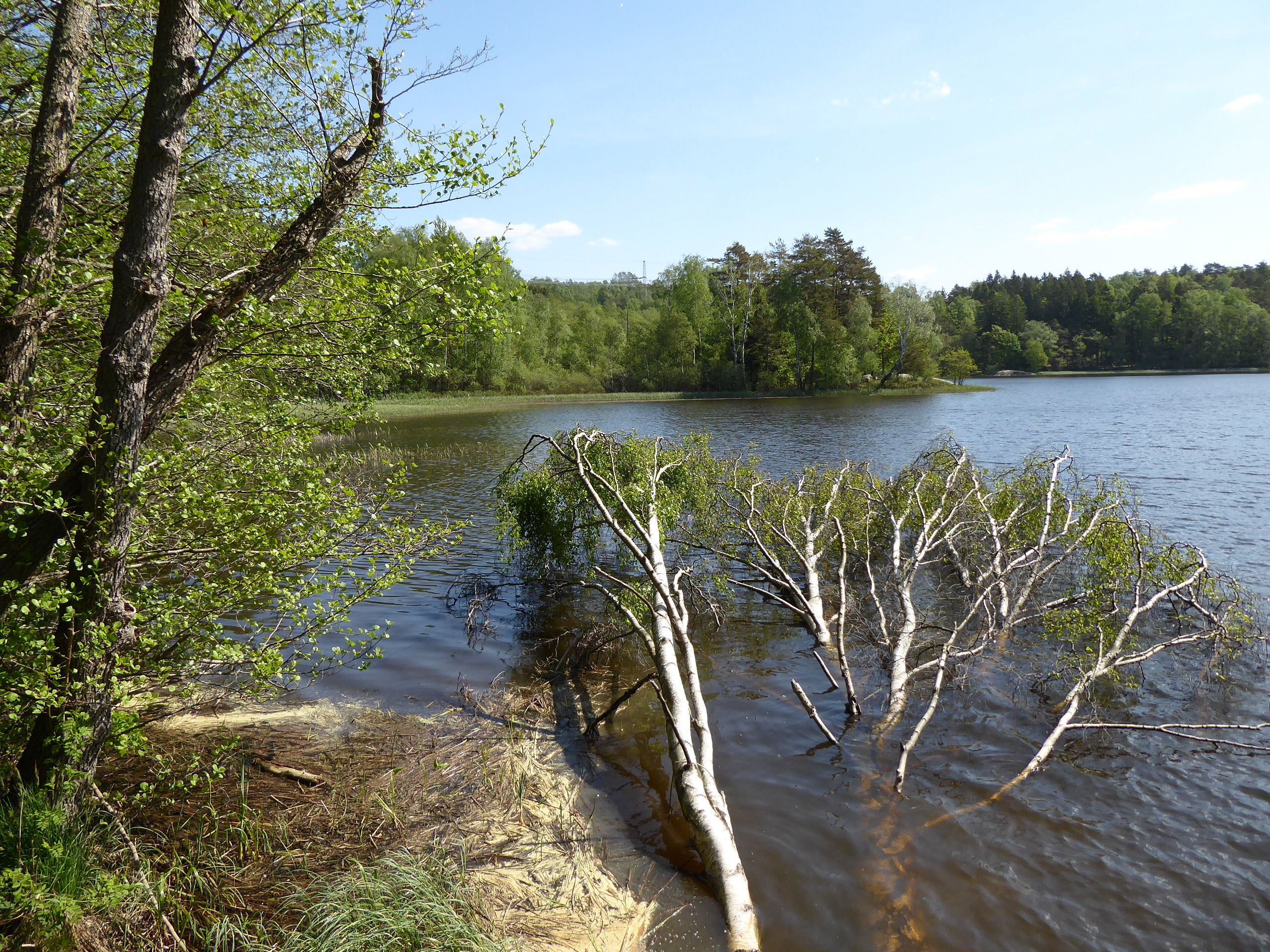
Keillers damm från nordväst riktning öster den 16 maj 2024.
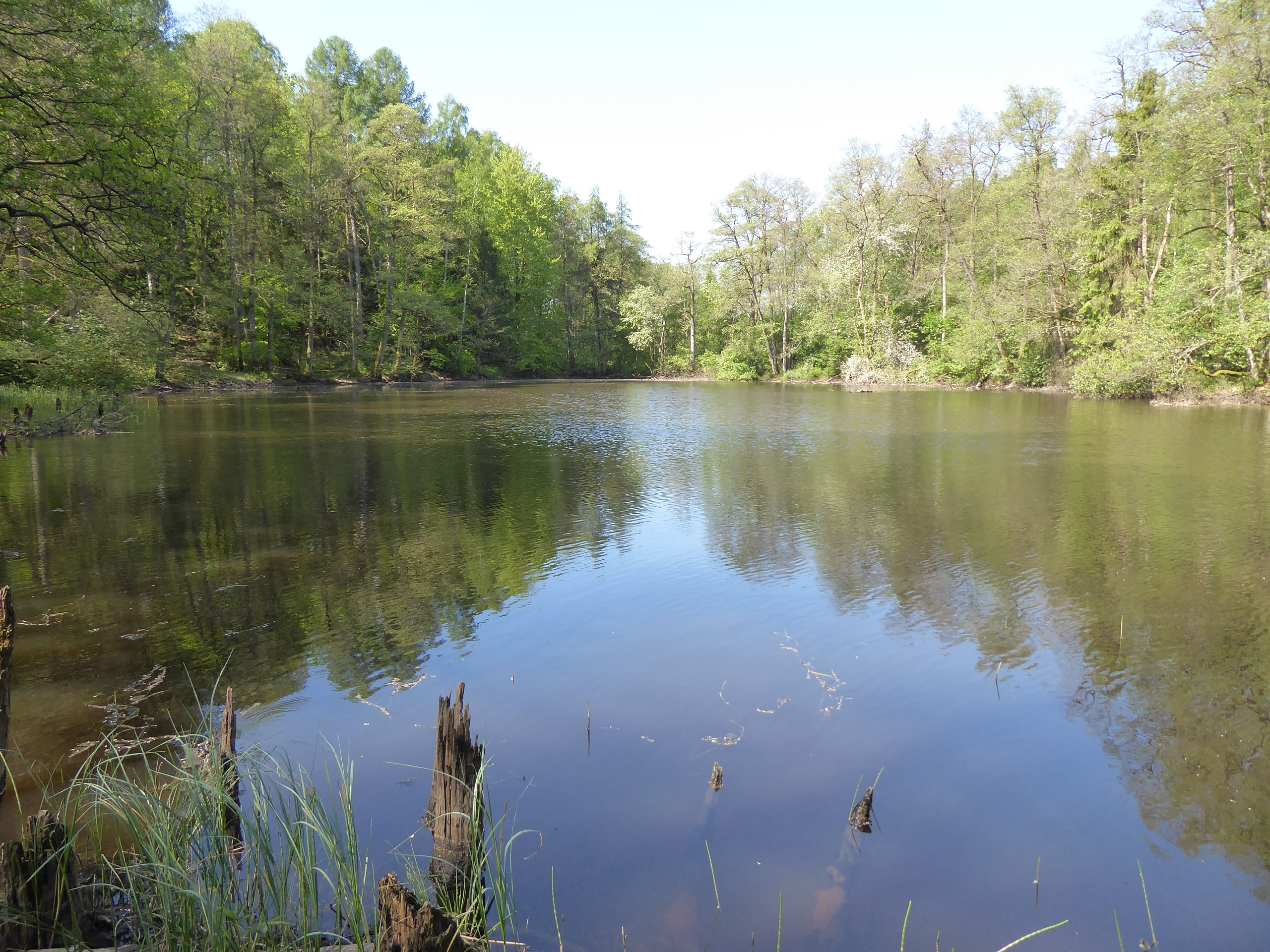
Vattensamlingen Kodammen strax väster om Keillers damm den 16 maj 2024.